# Gamma Persei
Gamma Persei (γ Per, 23 Persei) es una estrella binaria en la constelación de Perseo de magnitud aparente +2,93. Se encuentra a 262 años luz del sistema solar.
Conocida desde hace tiempo como una binaria espectroscópica, Gamma Persei ha sido resuelta por interferometría de moteado, estando las dos componentes separadas 0,28 segundos de arco. La estrella primaria es una gigante amarilla de tipo espectral G8III con una temperatura efectiva de 4900 K. Al igual que en Capella A (α Aurigae) o Vindemiatrix (ε Virginis), la energía proviene de la fusión de helio en su interior. Por el contrario, su acompañante es una estrella blanca de la secuencia principal de tipo A3V y 9000 K de temperatura, cuya energía proviene de la fusión del hidrógeno interno. La luminosidad conjunta del sistema es 300 veces mayor que la del Sol, siendo la estrella gigante notablemente más brillante que su compañera.
La gigante amarilla y su acompañante tienen una masa de 2,5 y 1,9 masas solares respectivamente.
La edad estimada de este sistema es de 1900 millones de años.
En 1990 se descubrió que, al igual que Algol (β Persei), Gamma Persei es una binaria eclipsante, si bien su período de 14,6 años es mucho más largo; el próximo eclipse tendrá lugar en 2019. Los análisis de las observaciones indican que la distancia media entre las dos estrellas es de 10 UA, si bien la gran excentricidad de la órbita —comparable a la de Sheratan (β Arietis)—, hace que la separación varíe entre 2 UA y 18 UA.